# مینارلی

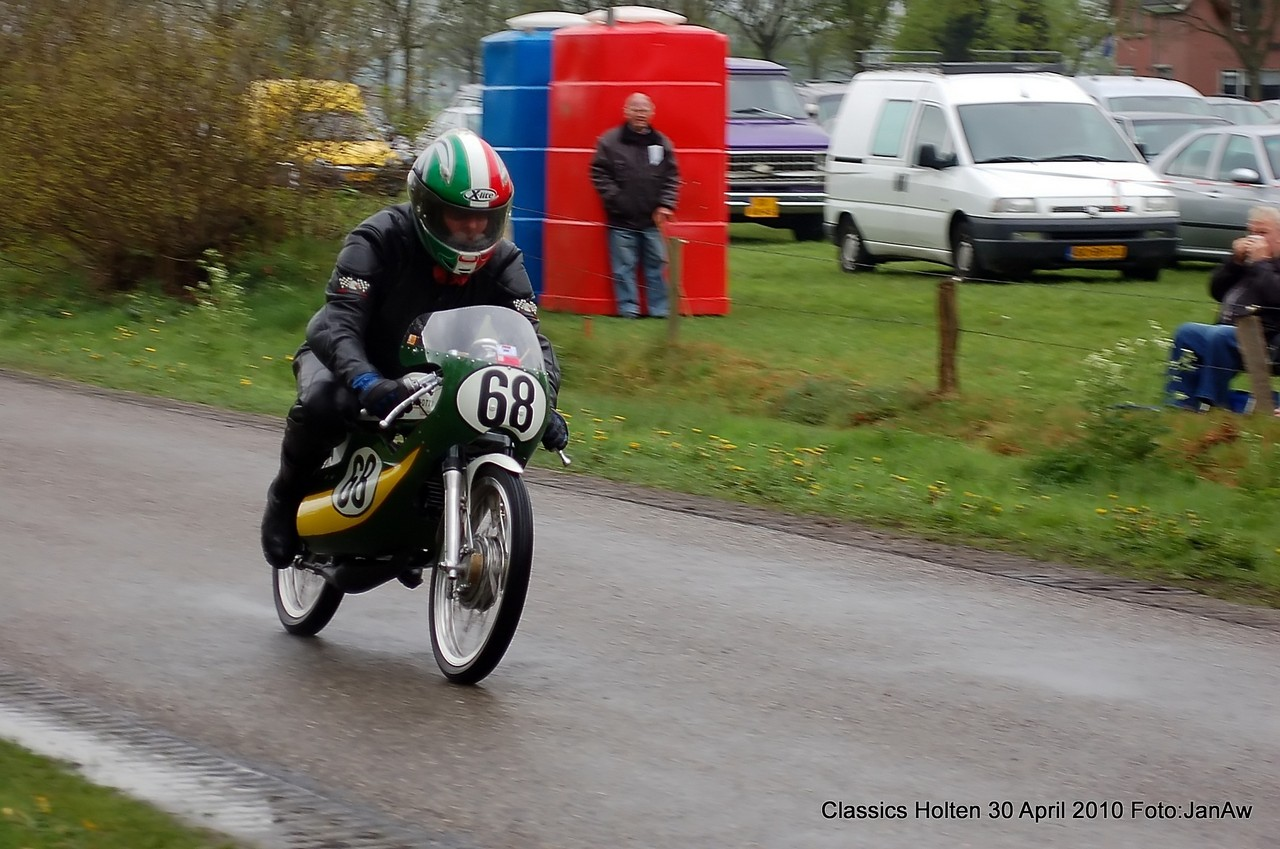
مینارلی 50 GP

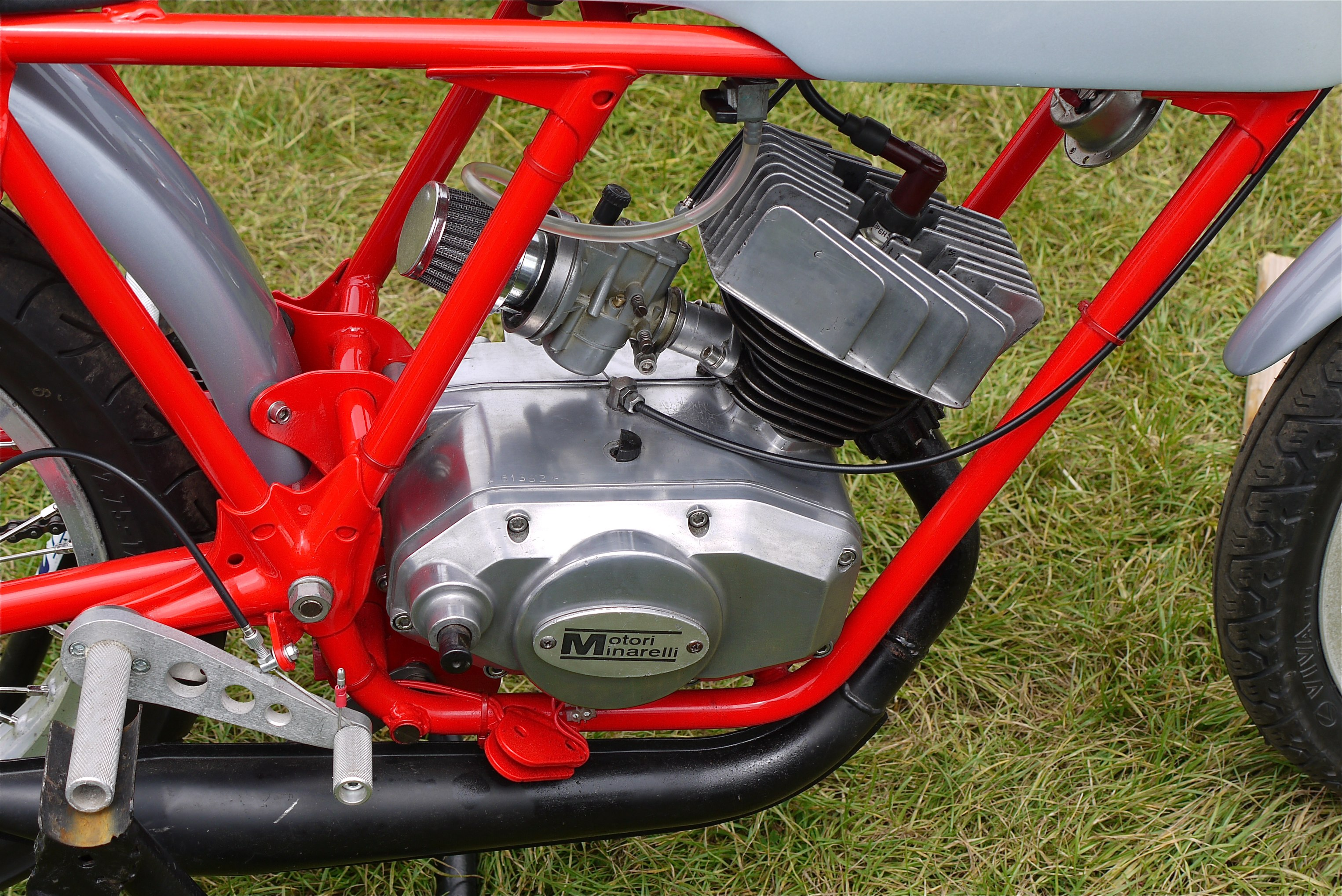
موتور مینارلی نوع "P6" سری دوم، ۵۰ سی سی و ۶ سرعته، ۱۹۷۵

موتوری مینارِلی یک تولیدکننده پیشرانه موتورسیکلت ایتالیایی است که توسط ویتوریو مینارلی در سال ۱۹۵۱ در بولونیا تأسیس شد. اکنون این شرکت بخشی از گروه فانتیک موتور است.
در سال ۲۰۲۰ فانتیک موتور همه سهام این شرکت را از یاماها موتور خریداری نمود.